# Ciprusi EU-elnökség (2012)
2012 második felében a Ciprusi Köztársaság töltötte be az Európai Unió (EU) Tanácsában az elnöki tisztséget.
A Dimítrisz Hrisztófiasz kommunista elnök által vezetett ország a Dániával és Lengyelországgal alkotott trojka utolsó tagjaként a 2004-es EU-csatlakozás óta először töltötte be az elnöki posztot. Első alkalommal tette ezt olyan állam, amelyik rászorul a többi EU-tag pénzügyi „mentőövére”.
A ciprusi elnökség témáiról először Eleni Mavru belügyminiszter beszélt, német közönség előtt. A hatékonyság és a tagállamok közötti szolidaritás együttes erősítésével próbálják Európa versenyképességét növelni, folytatják a fiskális unió tervezését, a közös menekültügyi és migrációs politika kidolgozását, folytatják a trió korábban megkezdett témáit (pl. energiaügy).

## Prioritások
A ciprusi elnökség programját az „Egy jobb Európa felé” (Towards a better Europe) jelmondat határozta meg. Célkitűzéseik négy fő kérdéskör köré csoportosultak.
- Hatékonyabb és fenntarthatóbb Európa: a Többéves Pénzügyi Keret 2014-2020 (hétéves költségvetés) kialakítása; a közös mezőgazdasági politika reformja; a Horizon 2020 kutatási-innovációs finanszírozási program előmozdítása; a belső energiapiac kialakításának befejezésére 2014-re, cél, hogy ne legyen olyan tagállam, amelyik 2015 után kimarad az európai gáz és elektromos hálózatból. Az inkluzív és méltányos zöld növekedés előmozdítása (fenntartható fejlődés), az EU integrált tengerpolitikájának újraélesztése.
- Nagyobb teljesítményű és gazdasági növekedésű Európa: a költségvetési felügyelet erősítése; a második európai szemeszter (éves gazdasági kormányzási ciklus) végrehajtása; az Európa 2020 stratégia végrehajtásának ellenőrzése; nagyobb piaci átláthatóság kialakítása.
- Olyan Európa, ahol a szolidaritás és a szociális kohézió révén fontosabbak a polgárok: közelebb hozni Európát a polgárokhoz; növelni a fiatalok foglalkoztatását az Ifjúság Lehetőségei Kezdeményezéshez kapcsolódóan; Közös Európai Menekültügyi Rendszer (Common European Asylum System, CEAS) kialakítása 2012 végére; a személyi adatok védelmének új jogszabályi keretrendszerének kialakítása. A generációk közötti szolidaritás erősítése, a gyermekek jólétének előmozdításával és erősítése.
- Európa a világban, közelebb a szomszédaihoz: szoros együttműködés az Európai Tanács elnökével, az Európai Szomszédságpolitika, különösen annak déli dimenziója terén; hozzájárul a kül- és biztonságpolitikai főképviselő erőfeszítéseihez a Keleti Partnerség terén is.

## Megítélése
Ciprus nehéz időszakban vette át az elnökségi stafétabotot, és csak részben tudott eleget tenni az elvárásoknak. A válságkezelés területén nem történt nagyobb előrelépés, és nem sikerült tető alá hozni a következő, hétéves (2014–2020) költségvetésről („Többéves Pénzügyi Keretről”) szóló megállapodást sem.
A közös energiapolitikával kapcsolatosan azonban az infrastruktúra csomag lezárása valódi eredmény, komoly mérföldkő az egységes energiapiac létrehozása szempontjából.

## Logó
A korábbi elnökségi trióval (Spanyolország, Belgium, Magyarország) ellentétben a Lengyelország, Dánia és Ciprus alkotta triónak nem terveztek közös logót. A ciprusi elnökség logója stilizált formában európai és helyi szimbólumokat vegyít. A logó grafikai elemei egy sötétkék színű hajó és egy balra tekintő madár összeolvadásából állnak. A sötétkék szín Európára utal, a vitorlák közül a világoskék pedig a Ciprust övező, a ciprusiak életében és történelmében fontos szerepet játszó tengerre. A rézsárga és olajzöld vitorlák Ciprus zászlajának színeit idézik fel. A hajó Ciprus szigetország mivoltára és hajózási hagyományaira utal, a madár a béke nemzetközi szimbóluma és az üzenetek hozója. A CY betűkombináció Ciprus hivatalos szimbóluma (lásd Nemzetközi gépkocsijelek listája), a 2012-es számmal és az EU rövidítéssel egyértelműen a 2012-es ciprusi EU-elnökségre utal.

## Fordítás
- Ez a szócikk részben vagy egészben a Zyprische EU-Ratspräsidentschaft 2012 című német Wikipédia-szócikk ezen változatának fordításán alapul.  Az eredeti cikk szerkesztőit annak laptörténete sorolja fel. Ez a jelzés csupán a megfogalmazás eredetét és a szerzői jogokat jelzi, nem szolgál a cikkben szereplő információk forrásmegjelöléseként.